# Schwarz (Album)
Schwarz, auch Schwarzes Album genannt, ist das neunte Studioalbum der deutschen Rockband Böhse Onkelz. Es erschien zusammen mit dem Album Weiß am 4. Oktober 1993 über das Musiklabel Bellaphon Records. Das Konzept der beiden Alben mit den Farben Weiß und Schwarz soll die Dualität des Lebens widerspiegeln.

## Entstehungsgeschichte
Zur Bedeutung des Konzeptes der Alben Weiß und Schwarz schrieb die Band 1994 im ersten Fanzine für den offiziellen Fanclub B.O.S.C.: „Ein schwarzes und ein weißes Album sollte es sein! Gut und Böse, Schwarz und Weiß, Sonne und Mond, A-Z. Die Dualität des Lebens, die sich in den Texten widerspiegelt, sollte auch auf den LP-Covers wiederzufinden sein. Sie sollen jeden auf den ersten Blick zum Nachdenken bringen.“
Viele Ideen für neue Lieder entstanden durch Eindrücke, die Stephan Weidner während Reisen zum Beispiel zusammen mit Sven Väth im Frühjahr 1993 in Indien und Nepal oder durch das Lesen von Büchern sammelte.
Während der Entstehungsphase der Alben Weiß und Schwarz war Sänger Kevin Russell schwer drogenabhängig.
Die beiden Alben waren die letzten, die bei Bellaphon Records erschienen, da mit ihnen der Vertrag, laut dem die Band zur Veröffentlichung von drei Studioalben inklusive einer Live-Option innerhalb von vier Jahren verpflichtet war, über seine Maße erfüllt wurde. Laut eigenen Angaben war die Band zu dieser Zeit recht unzufrieden mit dem Frankfurter Label, weswegen sie sich nun auf dem Musikmarkt nach einem neuen Vertrag umschauen wollten.

## Covergestaltung
Das Cover ist komplett in schwarz gehalten. Zum einen wird der Name der Band durch Blindenschrift dargestellt, zum anderen durch das Fingeralphabet. Ganz schwach kann man in der Mitte auch den Bandnamen Böhse Onkelz in typischer Schrift erkennen.

## Titelliste
| #  | Titel                       | Länge |
| -- | --------------------------- | ----- |
| 1  | Erkennen Sie die Melodie    | 4:07  |
| 2  | Wenn wir einmal Engel sind  | 4:00  |
| 3  | So geht's dir (Deine Hölle) | 3:10  |
| 4  | Der Himmel kann warten      | 4:11  |
| 5  | Ich bin wie ich bin         | 4:49  |
| 6  | Das Messer und die Wunde    | 3:17  |
| 7  | 1000 Fragen                 | 5:00  |
| 8  | Ich bin du                  | 3:38  |
| 9  | Worte der Freiheit          | 5:28  |
| 10 | Das Rätsel des Lebens       | 3:36  |
| 11 | Baja                        | 8:54  |

## Informationen zu einzelnen Liedern
Das Messer und die Wunde
Da der mutmaßliche Mörder des besten Freundes der Band („Trimmi“ genannt) vor Gericht freigesprochen wurde, widmeten sie seinem Mörder diesen Song, in dem es unter anderem „Sie hat verbund'ne Augen und heißt Gerechtigkeit, wie konnte sie dir glauben, ist sie blind in dieser Zeit?“ heißt. Dies ist eine Anspielung auf die Personifikation des Rechtswesens, Justitia.
Worte der Freiheit
Der Song richtet sich an die Einwohner der früheren DDR und befasst sich mit ihren nach der Wiedervereinigung 1990 enttäuschten Hoffnungen.
Von dem Song gibt es eine experimentelle Fassung auf dem Best-of Gehasst, verdammt, vergöttert … die letzten Jahre.
Baja
Der Titel des Instrumentalstücks ist auf die Halbinsel Baja zurückzuführen, welche die artenreichste Region vor der Küste Mexikos ist. Am Anfang und Ende des Stücks sind Walgesänge zu hören. Das Stück ist sehr geprägt durch den Titel „Remember Exxon Valdez“ von Dance 2 Trance, für den Stephan Weidner den Gitarren-Part eingespielt hatte.

## Rezeption
| Professionelle Bewertungen | Professionelle Bewertungen |
| -------------------------- | -------------------------- |
| Kritiken                   |                            |
| Quelle                     | Bewertung                  |
| Rock Hard                  | [ 9 ]                      |
| Metal Hammer               | [ 10 ]                     |

Götz Kühnemund vom Musikmagazin Rock Hard bewertete Weiß 1993 in der Ausgabe Nr. 79 zusammen mit dem Album Schwarz als Gesamtwerk mit 8,5 von zehn möglichen Punkten. Er lobte die Covergestaltung als „originell“ und interpretierte das Konzept der beiden Alben als „Dualität des Lebens, um Gut & Böse und um Schwarzweißmalerei allgemein“ und bezog es auf das Verhältnis der Band zur deutschen Presse, die seiner Meinung nach immer noch nicht begriffen hätte, welche Wandlung die Band durchgemacht habe und wie aussagefähig sie damit in politischer Hinsicht geworden seien. Er hob dabei das Lied Deutschland im Herbst vom Album Weiß als „unmissverständlichen Anti-Nazi-Song“. Zum musikalischen Inhalt der Alben schrieb er:

„...aber eines sei zumindest gesagt: Diese beiden neuen ONKELZ-Alben gehören gerade in textlicher Hinsicht zum Besten, was derzeit auf dem deutschsprachigen Markt zu finden ist. Kommen wir zur Musik. Die Frage ist: Mußten es unbedingt zwei Alben sein, hätte nicht auch eins genügt? Antwort: Wenn es lediglich darum gegangen wäre, eine typische ONKELZ-Scheibe mit durchgehend dreckigen Rock'n'Roll-Nummern zu produzieren, hätte man die Highlights unter den insgesamt 23 Songs sicher auf ein längeres Album packen können - aber dann hätte man auf ein paar musikalische Experimente verzichten müssen, die durchaus ihren Reiz haben, wie z. B. die ONKELZ-untypischen Instrumentalnummern 'Tribute To Stevie' und 'Baja'. Somit hat die Veröffentlichung von zwei einzelnen Scheiben ihre Berechtigung. Was das Zusammenspiel der Band betrifft, so sind die ONKELZ im Vergleich zu früheren Scheiben wesentlich tighter und musikalischer geworden. Vor allem Gitarrist Gonzo überrascht mit seinen simplen, aber ausnahmslos treffsicheren Soli, die in keinem einzigen Stück überflüssig wirken. Kevin dagegen sorgt mit seiner unvergleichlichen Whisky-Röhre immer für den nötigen Dreck und klingt auch in ruhigeren Momenten überzeugender als früher. Trotz des größeren Abwechslungsreichtums sind die ONKELZ aber immer dann am besten, wenn sie richtig zur Sache gehen - wie in 'Lieber stehend sterben', 'Fahrt zur Hölle', 'Deutschland im Herbst', 'Schöne neue Welt', 'So geht's dir', 'Das Messer und die Wunde' oder 'Worte der Freiheit' (absoluter Höhepunkt). Unterm Strich bleiben nur wenige Ausfälle, die den ansonsten überzeugenden Eindruck aber nicht schmälern können. Beeindruckende Leistung.“

Andrea Nieradzik vom Musikmagazin Metal Hammer bewertete das Album am 1. Dezember 1993 mit fünf von sieben möglichen Punkten und zeichnete es als Album des Monats aus. Sie schrieb über das Album:

„...Texte wie auf dem Überlied 'Worte der Freiheit' (der Song dürfte mit ein Grund BÖHSE ONKELZ dafür sein, warum der Schwarzen gegenüber der Weißen der Vorzug gegeben wurde) sind in ihrer Zielsicherheit ziemlich klasse. Kein großes Drumherumreden, sondern genau auf den Punkt. Das sitzt. Eine Textzeile wie 'Scheißegal, ob ihr mich liebt, ich hab' mich gern' ('Ich bin wie ich bin') wirkt im Falle der Onkelz, die einen langen (und sicher nicht immer unverdient) steinigen Weg gegangen sind, in ihrer Einfachheit sehr authentisch. Ich kann irgendwo verstehen, warum diese Band trotz aller Hindernisse so erfolgreich ist: Die eingängien, teilweise hymnenhaften Songs und die Direktheit der behandelten Themen sprechen eine deutliche Sprache im Sinne des Wortes. Sie erreichen die Kids da draußen, weil's weder belehrend noch pseudo, sondern echt klingt. Ohne uns jetzt hier als die Ehrenretter der Onkelz aufspielen zu wollen - da waren vor uns schon andere da -, kann man nicht umhin, die wichtige Rolle anzuerkennen, die die Band in der deutschsprachigen Musikszene nunmal spielt. Das schreibt übrigens jemand, der lange Zeit selbst Probleme damit hatte.“

## Kommerzieller Erfolg

### Chartplatzierungen
Das Album stieg in der 42. Kalenderwoche des Jahres 1993 auf Platz 78 in die deutschen Albumcharts ein und konnte sich in den folgenden Wochen auf Position 56 und Spitzenplatz 12 steigern. Insgesamt hielt sich Schwarz 13 Wochen in den Top 100.
| ChartsChartplatzierungen | Höchstplatzierung | Wochen |
| ------------------------ | ----------------- | ------ |
| Deutschland (GfK)        | 12 (13 Wo.)       | 13     |
| Österreich (Ö3)          | 15 (16 Wo.)       | 16     |
| Schweiz (IFPI)           | 38 (2 Wo.)        | 2      |

### Auszeichnungen für Musikverkäufe
Im Jahr 2003 erhielt das Album für über 250.000 verkaufte Einheiten in Deutschland eine Goldene Schallplatte.
| Land/Region        | Auszeichnungen für Musikverkäufe (Land/Region, Auszeichnung, Verkäufe) | Verkäufe |
| ------------------ | ---------------------------------------------------------------------- | -------- |
| Deutschland (BVMI) | Gold                                                                   | 250.000  |
| Insgesamt          | 1× Gold ·                                                              | 250.000  |